# Olaf Winter (Lichtdesigner)
Olaf Winter (geboren 1958 in Hagen) ist ein deutscher Lichtdesigner, der für bedeutende Opernhäuser arbeitet.

## Leben und Werk
Winter absolvierte von 1978 bis 1985 ein Studium der Musikwissenschaft, Germanistik und Publizistik in Münster. Danach studierte er Lighting Design am Studio and Forum of Stage Design in New York City. 1989 wurde er Beleuchtungsdesigner bei William Forsythe und dem Ballett Frankfurt und arbeitete frei für das Bayerische Staatsschauspiel in München, die Pocket Opera Company in Nürnberg, das Ensemble Modern (beispielsweise für Frank Zappas Yellow Shark). 1994 wurde er Beleuchtungsdesigner an der Oper Frankfurt und 2001 deren Technischer Direktor. Seit 2009 ist Olaf Winter Technischer Direktor von Oper und Schauspiel Frankfurt.
Als Gast konzipierte er das Licht für Inszenierungen bei den Salzburger Festspielen, an der Opéra Bastille in Paris, an der Grand Opera in Houston, am Liceu Barcelona und am Royal Opera House in London sowie an der Staatsoper im Schiller Theater in Berlin, am Teatro alla Scala in Mailand und weiteren namhaften Bühnen und Festivals. Er arbeitete mit einer Reihe namhafter Regisseure zusammen, darunter:
- Claus Guth (Da-Ponte-Zyklus in Salzburg, Il trittico an der Oper Frankfurt, L’Orfeo am Theater an der Wien sowie Die Frau ohne Schatten an der Scala),
- Christof Loy (Armida in Salzburger Festspiele, Tristan und Isolde in London, Alceste beim Festival d’Aix-en-Provence),
- Christoph Marthaler (Katja Kabanova in Salzburg, La traviata und Wozzeck in Paris),
- Christof Nel (Salome und Parsifal in Frankfurt, Aida an der Bayerischen Staatsoper in München).

2014 gestaltete er das Licht bei der Uraufführung der Oper Geschichten aus dem Wienerwald von Ödön von Horváth und HK Gruber bei den Bregenzer Festspielen. Es inszenierte Michael Sturminger. Diese Produktion war 2015 auch im Theater an der Wien zu sehen.